# Автоматичний регулятор рівня пневматичної дії

Автоматичний регулятор рівня пневматичної дії (рис.) застосовується у відсаджувальних машинах типу ОМА. Він складається з поплавкового датчика 1, який пов'язаний системою важелів із золотниковим пристроєм 2; пневмоциліндра 3 з поршнем і системою важелів 4; троса зворотного зв'язку 6.
Шток пневмоциліндра 3 системою важелів пов'язаний з валом секторного затвора 5, який регулює випуск важких фракцій з розвантажувального кармана машини.
Золотниковий пристрій 2 складається з поворотного стакана 7 і золотника 8 зворотного зв'язку.
При нормальній товщині (висоті) шару важких фракцій (при збагачування вугілля — породи або промпродукту) отвори золотникового пристрою закриті. При збільшенні товщини цього шару поплавок 1 піднімається, стакан 7 повертається і стиснене повітря надходить у нижню частину пневмоциліндра 3. Поршень зі штоком переміщається вгору, повертає важільну систему 4 і сектор 5, який відкриває отвір розвантажувального кармана. Шток пневмоциліндра при цьому через трос 6 повертає золотник 8 зворотного зв'язку і отвір, через який повітря надходило в пневмоциліндр, частково перекривається. Поршень сповільнює або припиняє рух.
При зменшенні товщини шару важких фракцій поплавок 1 опускається, стакан золотникового пристрою повертається в зворотній бік і стиснене повітря надходить в верхню частину пневмоциліндра 3, при цьому сектор 5 прикриває отвір розвантажувального кармана. При надходженні стисненого повітря по один бік поршня, другий бік через відповідний отвір корпуса золотника сполучається з атмосферою.